# Thế giới miền Tây
Westworld (tựa Việt: Thế giới miền Tây) là loạt phim truyền hình viễn tưởng miền Tây Mỹ do Jonathan Nolan và Lisa Joy sáng lập, chiếu trên kênh HBO.

## Giải thưởng và đề cử
Westworld từng nhận được 22 đề cử Emmy Awards, 3 đề cử Golden Globe, 2 đề cử Satellite Awards, 4 đề cử Critics' Choice Television Awards, và 2 đề cử Writers Guild of America Awards.